# Robert Crépeaux
Robert Crépeaux (ur. 24 października 1900 w Grasse, zm. 10 lutego 1994 w Paryżu) – francuski szachista, wielokrotny mistrz Francji.
W czołówce francuskich szachistów znajdował się od połowy lat 20. XX wieku aż do początku 50. Trzykrotnie zdobył złote medale indywidualnych mistrzostw Francji (w latach 1924, 1925 i 1941). Dwukrotnie (1928, 1950) reprezentował narodowe barwy na szachowych olimpiadach, zdobywając 6 pkt. w 14 partiach. Był również członkiem drużyny francuskiej na nieoficjalnej olimpiadzie w roku 1936 w Monachium. 
W roku 1926 zajął ostatnie VI miejsce w silnie obsadzonym dwukołowym turnieju w Gandawie (w którym zwyciężył Ksawery Tartakower przed Frederickiem Yatesem i George'em Tomasem), natomiast w 1942 roku triumfował w mistrzostwach Paryża.